# Eichitz
Eichitz ist ein Ortsteil der Gemeinde Föritztal im Landkreis Sonneberg in Thüringen.

## Lage
Der Grenzort Eichitz befindet sich nordöstlich von Föritz, nördlich von Schwärzdorf und östlich der Bundesstraße 89. Der Bergkamm des Konreuth im Norden und Osten von Eichitz war Grenze von 1681 bis 1918 zwischen dem Herzogtum Sachsen-Meiningen und dem Königreich Bayern, 1920 bis 1934 zwischen Thüringen und Bayern, nach 1945 Grenze zwischen der DDR und der Bundesrepublik Deutschland, seit 1990 wiederum zwischen Thüringen und Bayern.

## Geschichte
1323 wurde das Dorf erstmals urkundlich genannt. In der Urkunde tritt ein Heinrich von Eigizin als Urkundenzeuge auf. Die Siedlung entstand während des hochmittelalterlichen Landausbaus. Der Ortsname erschließt sich als Siedlung zum Eigen oder Eigensiedlung niederadliger Rodungsaktivitäten im Herrschaftsbereich der Bischöfe von Bamberg zum Ende des Landausbaus. Eichitz hat die Struktur eines Waldhufendorfes. Hier war jedem Grundstück hinter dem Hof noch Garten, Acker oder Wald zugeteilt. Weitere Erwähnungen waren: Eygentz um 1340, Eygincz 1355, Eygenitz das Dorf 1436. Im Jahr 1340 wurde Eichitz als Wustung (Einzelsiedlung) bezeichnet, von der jährlich 2 Pfund Heller Steuern eingenommen wurden. Die ältesten belegten Familiennamen sind Heublein, genannt Acker um 1500, Liebermann 1576, Engelhardt 1530.
Der als Reihendorf angelegte Ort entstand in einer nach Süden exponierten Hanglage in einer kleinen Quellmulde eines nach Süden nach Schwärzdorf hin entwässernden Bachlaufes. Die Höfe konzentrieren sich am westlichen Rand dieser Quellmulde. Der im Mittelalter entstandene Ortskern von Eichitz ist kaum gewachsen. Bis ins 19. Jahrhundert blieb die Zahl von sechs Höfen unverändert. Im ersten Viertel des 20. Jahrhunderts (um 1905 und in den 1920er Jahren) kamen fünf Häuser an der Straße nach Föritz westlich der Ortslage hinzu. Weitere Bauten wurden nach 1990 an dieser Straße wegen der Einordnung in den Außenbereich versagt. Zwischen 1930 und 1938 bauten Föritzer am südwestlichen Rand der Eichitzer Gemarkung an die Straße zwischen Föritz und Schwärzdorf drei Häuser. Diese Grundstücke befinden sich teils auf Eichitzer, teils auf Schwärzdorfer Flur, angrenzend an die Föritzer Flur und zählen einwohnermäßig zu Eichitz. Sie liegen rund 500 Meter Luftlinie vom Eichitzer Ortskern entfernt. Ein Haus kam dort noch 1989 hinzu. Im Ortskern selbst entstand ein neues Haus als einziger Neubau um 2000. Ein Haus aus dem 19. Jahrhundert wurde bis zur Grundmauer abgerissen und neu aufgebaut.
Die selbständige Verwaltung des Ortes endete erstmals 1923. Die 1923 aufgrund einer Verfügung des Thüringer Ministeriums des Innern gegründete Gemeinde Föritz-Schwärzdorf, bestehend aus den Orten Eichitz, Föritz und Schwärzdorf, wurde allerdings bereits 1924 wieder aufgelöst. Eichitz wurde wieder selbstständig.
Einer Eingemeindung nach Föritz in der Gebietsreform von 1950 konnte sich (das infrastrukturell rückständige) Eichitz im Gegensatz zum Nachbarort Schwärzdorf widersetzen. Der Beschluss zur Eingemeindung nach Föritz wurde vom Eichitzer Gemeinderat Mitte 1956 gefasst und trat zum 1. Januar 1957 in Kraft.

### Historische Ereignisse

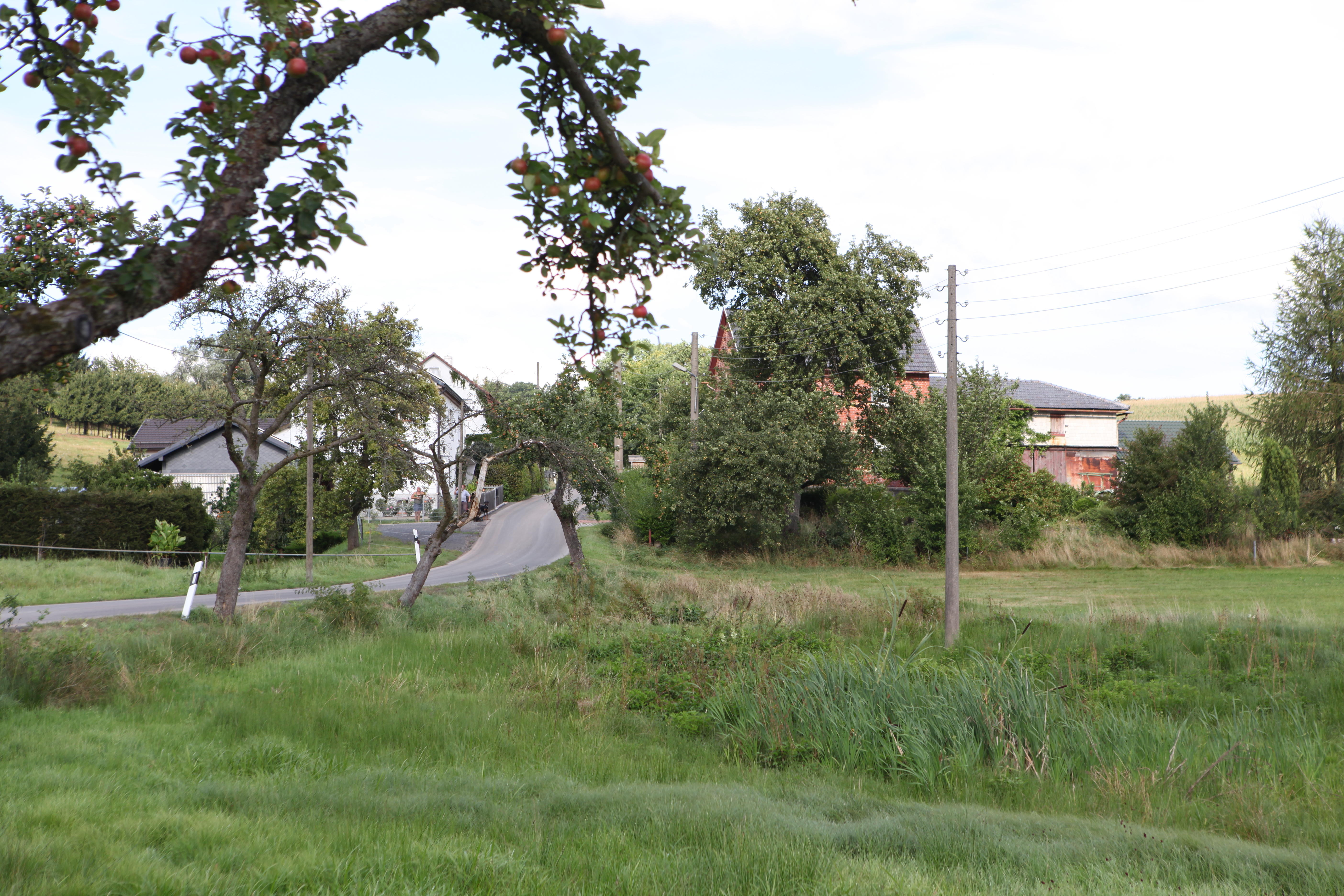
Eichitz

Im Dreißigjährigen Krieg (1618–1648) wurde auch Eichitz von plündernden und mordenden Truppen heimgesucht. Zu Michaelis 1632, 29. September, wird im Kirchenbuch Neuhaus von feindseliger „Blünderung und Mordung“ durch Kaiserliche berichtet. Es kann als Rache gedeutet werden, denn die Neuhäuser hatten zuvor der Schweden bei der (erfolglosen) Belagerung Kronachs unterstützt. Diesem Ereignis fiel in Eichitz der Schultheiß Johann Heymann zum Opfer. Er wurde im Dorf angeschossen, nach Neustadt geführt und starb dort. Insgesamt beklagte der Pfarrer zu diesem Datum 13 Todesopfer in seinem Kirchspiel, darunter zwei im benachbarten Schwärzdorf. 1633–1635 fanden wegen der kriegerischen Ereignisse keine Kindstaufen und Trauungen im Kirchspiel statt. Am 2. Mai 1634 wurden die Burg und das Dorf Neuhaus angezündet, die Kirche geplündert. Ein ähnliches Schicksal ereilte das vier Kilometer von Eichitz entfernte Heinersdorf. Einige Tote wurden bis Kriegsende in Gärten oder auf Äckern begraben, da es nicht möglich war, zum Schierschnitzer Friedhof zu gelangen.
Im Siebenjährigen Krieg (1756–1763) war auch Eichitz von Truppendurchmärschen und Heereslagern betroffen.
Von einer Hungersnot 1770–1772 infolge dreier verheerender Missernten und Teuerung waren auch die Eichitzer und ihre Nachbarorte betroffen. Ein Ehepaar verhungerte. 
Während der napoleonischen Kriege war Eichitz von Truppendurchzügen betroffen, Familienerzählungen berichteten von Russen. Als Kontingentsoldat des Herzogtums Sachsen-Meiningen diente unter Napoleon J. Brückner ab 1811. Er kehrte nicht in die Heimat zurück.
Im 19. Jahrhundert wanderten 8 Eichitzer (rund 20 Prozent der Einwohner) nach Amerika aus.

1900 wurde die Bahnlinie Köppelsdorf-Stockheim Bahnstrecke Sonneberg–Stockheim eröffnet. Ein Bahnhof, später Haltepunkt befand sich im benachbarten Föritz. Aus einem Steinbruch auf Eichitzer Flur wurde Grauwacke-Schotter für den Bahnbau gewonnen.
Am 1. Weltkrieg nahmen sieben in Eichitz wohnhafte bzw. in Eichitz geborene Männer teil, drei fielen oder blieben vermisst.
In den 1920er und 30er Jahren entwickelte sich Eichitz wegen der guten Aussicht bis zum Kloster Banz und zum Staffelberg (Bayern) sowie der guten Waldluft als Ausflugsziel für die Sonneberger. Der Fabrikant von Berg baute ein Waldhaus oberhalb von Eichitz und brachte Leute mit Bussen dorthin. Der Fremdenverkehr endete mit dem Krieg und dann wegen der deutschen Teilung aufgrund der Lage des Ortes im Sperrgebiet.
Im Zweiten Weltkrieg fielen beziehungsweise blieben vermisst drei in Eichitz geborene beziehungsweise wohnhafte Männer. Am 13. April 1945 marschierten die Amerikaner von Schalkau kommend in Neuhaus-Schierschnitz und wahrscheinlich am gleichen Tag in Eichitz und Schwärzdorf ein.

### Einwohnerzahlen
| Jahr | Einwohner | Häuser |
| ---- | --------- | ------ |
| 1696 | 26        | 6      |
| 1781 | 37        | 6      |
| 1803 | 31        | 7      |
| 1809 | 41        |        |
| 1849 | 46        | 8      |
| 1838 | 40        | 7      |
| 1843 | 42        |        |
| 1852 | 43        |        |
| 1857 | 42        | 7      |
| 1859 | 43        |        |
| 1874 | 47        | 7      |

| Jahr | Einwohner | Häuser |
| ---- | --------- | ------ |
| 1890 | 48        |        |
| 1880 | 50        |        |
| 1895 | 48        |        |
| 1900 | 50        |        |
| 1925 | 47        |        |
| 1933 | 72        |        |
| 1938 | 65        | 13     |
| 1948 | 81        |        |
| 1956 | 66        |        |
| 2020 | 35        |        |
| 2022 | 22        | 15     |

## Dialekt
In Eichitz wird Itzgründisch, ein mainfränkischer Dialekt, gesprochen. Eichitz liegt als Ostrand des Landkreises Sonneberg an der Trennlinie des mainfränkischen zum oberfränkischen Dialekt, welchen bereits die Heinersdorfer sprechen.

## Infrastruktur
Elektrischer Strom kam 1920/21 nach Eichitz durch den Elektrizitätszweckverband Föritzgrund.

An die zentrale Müllabfuhr wurde der Ort 1974 angeschlossen. Eine zentrale Mülldeponie für den Müllverband Sonneberg im benachbarten Geiersbachtal konnte durch Einsprüche der Wasserwirtschaft verhindert werden. 

An die zentrale Wasserversorgung wurde der Ortskern 1969 angeschlossen. Das Trinkwasser stammte zunächst aus Quellen im benachbarten Geiersbachtal und später von der zentralen Trinkwasseranlage in Rottmar.
1981 wurde der Dorfteich zum Feuerlöschteich ausgebaut.
Eichitz ist nach Neuhaus-Schierschnitz gepfarrt und evangelisch geprägt.

Die Toten wurden bis Ende des 19. Jahrhunderts im Schierschnitzer Friedhof bestattet. Nachdem der Nachbarort Föritz 1888 einen eigenen Friedhof angelegt hatte, trat Eichitz 1889 der Friedhofsgemeinde bei. In der Folgezeit wurden die Toten von Eichitz sowohl in Föritz als auch im 1893 angelegten Friedhof in Schwärzdorf bestattet.

Bis 2015 gab es ein Wirtshaus. Seine Anfänge lagen im 19. Jahrhundert und es wurde als Familienbetrieb über vier Generationen geführt.

### Bildung
Eichitz besaß keine eigene Schule und ging einen Schulverbund mit Föritz und Schwärzdorf ein. Die Kinder wurden bis 1845 reihum in Bauernstuben unterrichtet. Die erste gemeinsame Schule des Schulverbundes wurde 1845 am nördlichen Ortsrand von Schwärzdorf erbaut. Größere Um- und Erweiterungsbauten gab es 1870 und 1899. In dieser Schule wurden 1899 aus den drei Gemeinden 144 Kinder von einem Lehrer unterrichtet. 1910/11 erfolgte ein Schulneubau südlich des alten Standortes. Föritz trat aus dem Schulverband aus.

## Land- und Forstwirtschaft

### Forstwirtschaft
Eichitz verfügt über 145,5 Hektar Wald.
Als natürliche Vegetation dieser Höhenlage des Frankenwaldes wird die Buche angesehen. Natürliche Fichtenvorkommen werden erst ab einer Höhenlage von 730 Metern, zum Beispiel im Tettauer Winkel, angenommen. Die wichtigsten Begleiter der Buchen waren in den tieferen Lagen Traubeneichen und Eiben. Letztere wurde durch den Eibenholz-Handel mit Nürnberg und wegen ihrer Giftigkeit für das Vieh entlang den Wegen sowie durch Kahlschlag und Rehwild dezimiert. Entlang der Bachläufe stünden natürlich Erlen und Eschen sowie Traubenkirschen. Zwischen 1500 und 1800 wurde die Buche im gesamten Frankenwald zurückgedrängt und durch die besser flößbare Tanne ersetzt. Die Tanne wiederum wurde nach 1830 nach Sturmschäden durch die robustere Fichte verdrängt.
Bis zur Zentralisierung der Viehhaltung durch die Landwirtschaftliche Produktionsgenossenschaft um 1960 wurde der Wald um Eichitz auch für Weidezwecke genutzt. Die Anwesenheit von Wölfen in den Wäldern belegt eine Wolfsgruben bei Eichitz. Während der DDR-Zeit durfte der größte Teil des Waldes um Eichitz nicht betreten werden, da er zum Schutzstreifen der Staatsgrenze zählte. Zur Verhinderung von Grenzübertritten wurden zusätzliche Wege durch den Wald angelegt (Kolonnenweg). Waldbesitzer durften nur mit staatlicher Genehmigung und Mengenbegrenzung Holz einschlagen. Durch Trockenperioden wurde der Wald nachhaltig geschädigt und weist gegenwärtig (2023) zahlreiche Kahlschläge und Totholzgebiete durch Borkenkäfer auf. Große Schadensereignisse waren Windbrüche durch Orkane 1946 und 1958 (betroffen vor allem Landkreis Sonneberg) und Kyrill 2007.

### Ackerbau und Viehzucht
Eichitz verfügt (2020) über eine landwirtschaftliche Nutzfläche von 68 Hektar.

Um 1900 wurden auf den Feldern um Schwärzdorf und Eichitz angebaut: Roggen, Hafer, Rotklee, Kartoffeln und Kohlrüben. Ab 1960 wurden die Genossenschaften verpflichtet Mais anzubauen. Heute erfolgt überwiegend Anbau von Mais, Raps und Futtergras.
Vor dem Dreißigjährigen Krieg wurde als Viehbestand in Eichitz 42 Rinder und 6 Schweine gezählt. In der Brücknerschen Landeskunde werden mit Stand des Jahres 1853 61 Rinder, 21 Schafe, 12 Schweine und 9 Ziegen auf sechs landwirtschaftlichen Gütern angegeben.
Im März 1960 wurde die Landwirtschaftliche Produktionsgenossenschaft (LPG) Heimaterde in Eichitz mit 11 Mitgliedern gegründet. Eine im September 1959 eingesetzte Agitationsbrigade zugunsten der LPG und deren Nachfolger ab Januar 1960 hatte zuvor erheblichen Druck ausgeübt, wobei auch die Erfahrungen mit der Zwangsaussiedlung von 1952 eine Rolle spielte. Die kleine Genossenschaft schloss sich im März 1968 mit den Genossenschaften von Föritz, Weidhausen, Schwärzdorf und Steinbach (Sonneberg) zur LPG Eintracht zusammen. Die Produktion der Genossenschaft wurde auf Milch und Rindfleisch ausgerichtet. Zur Schaffung einer Jungviehweide wandelte die LPG 1973 35 Hektar Ackerland um Eichitz, Schwärzdorf und Föritz zu Weideland um.
Gegenwärtig gibt es in Eichitz zwei größere landwirtschaftliche Privatbetriebe, die Rinderhaltung zur Fleischgewinnung betreiben.

## Politik
Eichitz war bis zur Eingemeindung nach Föritz bis 31. Dezember 1956 selbstständig.
Bürgermeister waren 1522 Hans Acker, 1632 Johann Hermann, 1646 Heinrich Hermann, 1714 Hans Liebermann, um 1790 Jakob Bauersachs, 1826 Jakob Welscher, 1843 Nikol Liebermann, 1857 Peter Barnickol, 1874, 1880 Friedrich Liebermann, bis 1904 Nikol Engelhardt, ab 1904 Karl Engelhardt, 1933 Eduard Matthes, 1938 Karl Friedrich Schindhelm, 1948 August Hammerschmid und 1950 bis 1956 Rosa Ziegenfelder.